# Chantepie
Chantepie (bretonisch: Kantpig) ist eine französische Gemeinde mit 10.378 Einwohnern (Stand: 1. Januar 2022) im Département Ille-et-Vilaine in der Region Bretagne. Sie gehört zum Arrondissement Rennes, zum Kanton Rennes-3 und ist Mitglied im Gemeindeverband Rennes Métropole.
Die Einwohner werden Cantepien(ne)s genannt.

## Geographie
Die Gemeinde liegt im Großraum wenige Kilometer südöstlich von Rennes. Das Gebiet wird vom Flüsschen Blosne durchquert, das zur Vilaine entwässert.

### Nachbargemeinden
Umgeben ist Chantepie von den Nachbargemeinden Cesson-Sévigné im Norden, Domloup im Osten, Vern-sur-Seiche im Süden, Noyal-Châtillon-sur-Seiche im Westen und Rennes im Nordwesten.

## Einwohnerentwicklung
| Jahr      | 1806 | 1846 | 1906 | 1954  | 1962  | 1968  | 1975  | 1982  | 1990  | 1999  | 2006  | 2017   |
| --------- | ---- | ---- | ---- | ----- | ----- | ----- | ----- | ----- | ----- | ----- | ----- | ------ |
| Einwohner | 796  | 900  | 709  | 1.018 | 1.310 | 1.594 | 2.651 | 3.677 | 5.898 | 6.793 | 7.852 | 10.435 |

## Gemeindepartnerschaften
Mit der deutschen Gemeinde Obrigheim in Baden-Württemberg besteht seit 1998 eine Partnerschaft. 
Eine weitere Partnerschaft besteht mit der Gemeinde Krško in der slowenischen Region Spodnjeposavska (Untere Save).

## Sehenswürdigkeiten

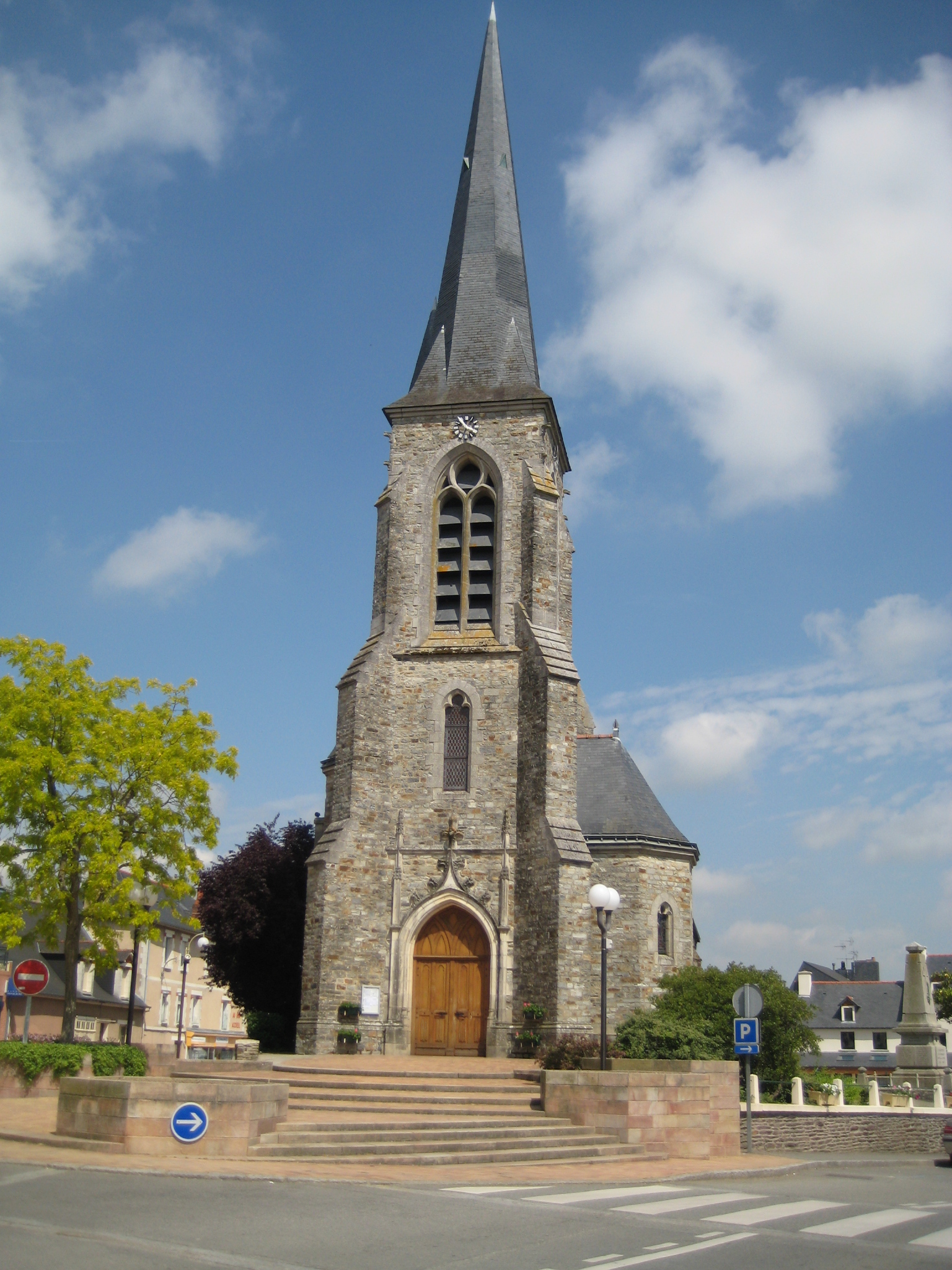
Kirche Saint-Martin-de-Tours

- Kirche Saint-Martin-de-Tours

## Trivia
Eurobanknoten, die ein „E“ in der Nummer tragen, werden in der Druckerei François Charles Oberthur Fiduciaire in Chantepie gedruckt. 